# Campionati europei di ciclismo su pista 2023 - Omnium femminile
L'omnium femminile ai Campionati europei di ciclismo su pista 2023 si svolse il 10 febbraio 2023 presso il Velodrome Suisse di Grenchen, in Svizzera.

## Risultati

### Scratch
| Pos. | Atleta                | Nazione       | Giri persi | Punti evento |
| ---- | --------------------- | ------------- | ---------- | ------------ |
| 1    | Katie Archibald       | Gran Bretagna |            | 40           |
| 2    | Maike van der Duin    | Paesi Bassi   |            | 38           |
| 3    | Daria Pikulik         | Polonia       |            | 36           |
| 4    | Clara Copponi         | Francia       |            | 34           |
| 5    | Maria Martins         | Portogallo    |            | 32           |
| 6    | Anita Stenberg        | Norvegia      |            | 30           |
| 7    | Eukene Larrarte       | Spagna        |            | 28           |
| 8    | Olivija Baleišytė     | Lituania      |            | 26           |
| 9    | Rachele Barbieri      | Italia        |            | 24           |
| 10   | Lea Lin Teutenberg    | Germania      |            | 22           |
| 11   | Lotte Kopecky         | Belgio        |            | 20           |
| 12   | Amalie Dideriksen     | Danimarca     |            | 18           |
| 13   | Lara Gillespie        | Irlanda       |            | 16           |
| 14   | Petra Ševčíková       | Rep. Ceca     |            | 14           |
| 15   | Alžbeta Bačíková      | Slovacchia    |            | 12           |
| 16   | Kathrin Schweinberger | Austria       |            | 10           |
| 17   | Michelle Andres       | Svizzera      |            | 8            |
| 18   | Ksenija Fedotova      | Ucraina       |            | 6            |
| 19   | Argiro Milaki         | Grecia        |            | 4            |

### Corsa tempo
| Pos. | Atleta                | Nazione       | Punti in corsa | Punti evento |
| ---- | --------------------- | ------------- | -------------- | ------------ |
| 1    | Katie Archibald       | Gran Bretagna | 26             | 40           |
| 2    | Clara Copponi         | Francia       | 23             | 38           |
| 3    | Amalie Dideriksen     | Danimarca     | 4              | 36           |
| 4    | Lotte Kopecky         | Belgio        | 4              | 34           |
| 5    | Maike van der Duin    | Paesi Bassi   | 4              | 32           |
| 6    | Daria Pikulik         | Polonia       | 2              | 30           |
| 7    | Anita Stenberg        | Norvegia      | 2              | 28           |
| 8    | Rachele Barbieri      | Italia        | 1              | 26           |
| 9    | Lara Gillespie        | Irlanda       | 0              | 24           |
| 10   | Lea Lin Teutenberg    | Germania      | 0              | 22           |
| 11   | Maria Martins         | Portogallo    | 0              | 20           |
| 12   | Eukene Larrarte       | Spagna        | 0              | 18           |
| 13   | Michelle Andres       | Svizzera      | 0              | 16           |
| 14   | Kathrin Schweinberger | Austria       | 0              | 14           |
| 15   | Petra Ševčíková       | Rep. Ceca     | 0              | 12           |
| 16   | Ksenija Fedotova      | Ucraina       | 0              | 10           |
| 17   | Alžbeta Bačíková      | Slovacchia    | 0              | 8            |
| 18   | Argiro Milaki         | Grecia        | 0              | 6            |
| 19   | Olivija Baleišytė     | Lituania      | 0              | 4            |

### Corsa a eliminazione
| Pos. | Atleta                | Nazione       | Punti evento |
| ---- | --------------------- | ------------- | ------------ |
| 1    | Katie Archibald       | Gran Bretagna | 40           |
| 2    | Daria Pikulik         | Polonia       | 38           |
| 3    | Lotte Kopecky         | Belgio        | 36           |
| 4    | Amalie Dideriksen     | Danimarca     | 34           |
| 5    | Maike van der Duin    | Paesi Bassi   | 32           |
| 6    | Rachele Barbieri      | Italia        | 30           |
| 7    | Lea Lin Teutenberg    | Germania      | 28           |
| 8    | Olivija Baleišytė     | Lituania      | 26           |
| 9    | Maria Martins         | Portogallo    | 24           |
| 10   | Clara Copponi         | Francia       | 22           |
| 11   | Eukene Larrarte       | Spagna        | 20           |
| 12   | Anita Stenberg        | Norvegia      | 18           |
| 13   | Alžbeta Bačíková      | Slovacchia    | 16           |
| 14   | Michelle Andres       | Svizzera      | 14           |
| 15   | Lara Gillespie        | Irlanda       | 12           |
| 16   | Argiro Milaki         | Grecia        | 10           |
| 17   | Petra Ševčíková       | Rep. Ceca     | 8            |
| 18   | Kathrin Schweinberger | Austria       | 6            |
| 19   | Ksenija Fedotova      | Ucraina       | 4            |

### Corsa a punti
| Pos. | Atleta                | Nazione       | Scratch | Tempo | Eliminazione | Subtotale | Punti giro | Punti sprint | Ordine d'arrivo | Punti totali |
| ---- | --------------------- | ------------- | ------- | ----- | ------------ | --------- | ---------- | ------------ | --------------- | ------------ |
| 1    | Katie Archibald       | Gran Bretagna | 40      | 40    | 40           | 120       | 20         | 15           | 11              | 155          |
| 2    | Daria Pikulik         | Polonia       | 36      | 30    | 38           | 104       | 0          | 20           | 1               | 124          |
| 3    | Lotte Kopecky         | Belgio        | 20      | 34    | 36           | 90        | 20         | 14           | 2               | 124          |
| 4    | Amalie Dideriksen     | Danimarca     | 18      | 36    | 34           | 88        | 20         | 5            | 10              | 113          |
| 5    | Maike van der Duin    | Paesi Bassi   | 38      | 32    | 32           | 102       | 0          | 1            | 16              | 103          |
| 6    | Clara Copponi         | Francia       | 34      | 38    | 22           | 94        | 0          | 8            | 3               | 102          |
| 7    | Rachele Barbieri      | Italia        | 24      | 26    | 30           | 80        | 0          | 14           | 4               | 94           |
| 8    | Anita Stenberg        | Norvegia      | 30      | 28    | 18           | 76        | 0          | 6            | 8               | 82           |
| 9    | Maria Martins         | Portogallo    | 32      | 20    | 24           | 76        | 0          | 2            | 12              | 78           |
| 10   | Lea Lin Teutenberg    | Germania      | 22      | 22    | 28           | 72        | 0          | 6            | 18              | 78           |
| 11   | Eukene Larrarte       | Spagna        | 28      | 18    | 20           | 66        | 0          | 0            | 13              | 66           |
| 12   | Olivija Baleišytė     | Lituania      | 26      | 4     | 26           | 56        | 0          | 0            | 19              | 56           |
| 13   | Lara Gillespie        | Irlanda       | 16      | 24    | 12           | 52        | 0          | 1            | 5               | 53           |
| 14   | Michelle Andres       | Svizzera      | 8       | 16    | 14           | 38        | 0          | 0            | 14              | 38           |
| 15   | Petra Ševčíková       | Rep. Ceca     | 14      | 12    | 8            | 34        | 0          | 2            | 6               | 36           |
| 16   | Alžbeta Bačíková      | Slovacchia    | 12      | 8     | 16           | 36        | 0          | 0            | 15              | 36           |
| 17   | Argiro Milaki         | Grecia        | 4       | 6     | 10           | 20        | 0          | 5            | 7               | 25           |
| 18   | Ksenija Fedotova      | Ucraina       | 6       | 10    | 4            | 20        | 0          | 0            | 17              | 20           |
| 19   | Kathrin Schweinberger | Austria       | 10      | 14    | 6            | 30        | –20        | 0            | 0               | 10           |